# Rolf Römer
Pour les articles homonymes, voir Römer.
Rolf Römer, nom de scène de Rolf Specht (né le 20 septembre 1935 à Königswinter, mort le 15 mars 2000 à Berlin) est un acteur, scénariste et réalisateur allemand.

## Biographie
Rolf Römer vit à Struppen pendant la Seconde Guerre mondiale. Il est expulsé de l'Oberschule de Pirna « pour rébellion et manque de contrôle ». Il travaille comme ouvrier du bâtiment et conducteur de tracteur puis comme chauffeur routier, dans des coopératives de production agricole (GPL) et commence une formation de maçon en 1952 à la demande de son père. Il s'inscrit au service militaire volontaire dans la Kasernierte Volkspolizei est enrôlé à Eggesin.
Après ses études d'acteur de 1956 à 1960 à l'université du cinéma de Babelsberg Konrad Wolf, il prend comme nom de scène Römer, obtient son premier engagement en 1960 au Theater der Bergarbeiter de Senftenberg. En 1963, il se tourne vers le cinéma. Il devient populaire dans les westerns (« films d'amérindiens ») est-allemands, les productions de la DEFA.
Afin d'éviter de se limiter à un sujet précis, Römer se met en scène lui-même et tourne plusieurs comédies érotiques dans lesquelles son épouse depuis 1966, l'actrice Annekathrin Bürger qu'il rencontra au théatre de Senftenberg, joue le rôle principal et qui connaissent un grand succès en RDA.
Römer est l'un des signataires de la protestation contre l'expulsion de l'auteur-compositeur Wolf Biermann. Un an plus tard, le couple fixe rendez-vous avec Erich Honecker et protestent contre l'oppression de leurs collègues lors d'une conversation personnelle. Pour cette raison, Römer est mis à l’écart par les politiciens culturels de la RDA. Il est l'auteur, le réalisateur et l'acteur du téléfilm Schuldig de la série Polizeiruf 110, controversée en RDA. Après la diffusion du téléfilm en 1978, il ne reçoit plus de commandes notables de la DEFA ou de la télévision. Jusqu'en 1989, il travaille principalement comme conférencier dans des pièces radiophoniques et des séries de films d'animation.
Même après la réunification, Römer, tombé dans l'oubli, ne réussit pas à trouver de producteurs pour ses scénarios. Il réalise des documentaires et s'implique dans des projets sociaux en Russie : avec sa femme, il fonde l'association Les Orphelins du Don en 1993. Il continue à participer à des pièces radiophoniques. En 1999, il est le narrateur du film d'animation Abenteuer mit Fix und Fax – Das fliegende Geschenk (de) d'Udo Lemke et Ralf Kukula (de). Au total, il apparaît comme acteur dans plus de 60 productions cinématographiques et télévisuelles.
Rolf Römer a un accident alors qu'il tente de détruire les mauvaises herbes avec des produits chimiques dans son jardin le 27 février 2000 ; Les produits chimiques s'enflamment et les vêtements de Römer prennent feu. Il meurt le 15 mars 2000 à l'âge de 64 ans à la clinique des accidents de Marzahn des suites de ses graves brûlures. Il est enterré dans la tombe de la famille Specht au cimetière évangélique luthérien de la paroisse de Moritzburg, dans le Land de Saxe.

## Filmographie

### En tant qu'acteur
- 1957 : Die Schönste (de)
- 1958 : Le Chant des matelots
- 1959 : Claudia
- 1959 : Senta auf Abwegen
- 1959 : Verwirrung der Liebe (de)
- 1960 : Fahrt ins Blaue (TV)
- 1961 : Die Liebe und der Co-Pilot (de)
- 1961 : Ein Sommertag macht keine Liebe (de)
- 1961 : Die gleiche Strecke (TV)
- 1961 : Drei Kapitel Glück
- 1961 : Eine Handvoll Noten (de)
- 1961 : Die letzte Nacht (TV)
- 1962 : Auf der Sonnenseite (de)
- 1962 : Tanz am Sonnabend – Mord? (de)
- 1963 : Die Glatzkopfbande (de)
- 1963 : Die letzten (TV)
- 1963 : Der Regenwettermann (TV)
- 1963 : Marktplatz der Sensationen (TV)
- 1964 : Der Mann mit der Maske (de) (TV)
- 1964 : Heiraten ist immer ein Risiko (TV)
- 1964 : Das Lied vom Trompeter (de)
- 1965 : Les Aventures de Werner Holt
- 1965 : Poker zu dritt (TV)
- 1965 : Lots Weib (de)
- 1965 : … nichts als Sünde (de)
- 1965 : Wenn du groß bist, lieber Adam (de) (interdit jusqu'en 1991)
- 1966 : Le Fils de la Grande Ourse
- 1966 : Der arme Konrad (TV)
- 1966 : Die Sache mit dem Kühlschrank
- 1966 : Jahrgang 45  (interdit jusqu'en 1991)
- 1967 : Rache I
- 1967 : Chingachgook, die grosse Schlange
- 1967 : Der Teufel auf Besuch
- 1968 : Le Meurtre jamais prescrit
- 1968 : Les Adieux
- 1969 : Mit mir nicht, Madam!
- 1970 : He, Du! (de)
- 1971 : Hut ab, wenn du küsst! (de)
- 1972 : Einer ist Sarajevo
- 1972 : Tecumseh
- 1973 : Der Floh im Ohr (TV)
- 1974 : Meine Frau macht Geschichten (TV)
- 1975 : Die Bösewichter müssen dran
- 1976 : Hostess
- 1976 : Polizeiruf 110: Eine fast perfekte Sache (de) (TV)
- 1976 : Krach im Hochhaus (TV)
- 1976 : Der Lampenschirm (TV)
- 1977 : Pension Schöller (TV)
- 1977 : Cyankali (de) (TV)
- 1978 : Polizeiruf 110: Schuldig (de) (TV)
- 1980 : Glück im Hinterhaus (de)
- 1981 : Die Erbschaft (TV)
- 1984 : La Mandragola (TV)
- 1993 : Polizeiruf 110: Tod im Kraftwerk (de) (TV)
- 1996 : Unser Lehrer Doktor Specht (de) (série télévisée, 5 épisodes)
- 1996 : Fremde Heimat
- 1999 : Tatort: Auf dem Kriegspfad (de) (TV)

### En tant que scénariste
- 1969 : Mit mir nicht, Madam!
- 1970 : He, Du! (de)
- 1970 : Erreur fatale
- 1972 : Tecumseh
- 1976 : Hostess
- 1978 : Polizeiruf 110: Schuldig (de)

### En tant que réalisateur
- 1969 : Mit mir nicht, Madam!
- 1970 : He, Du! (de)
- 1976 : Hostess
- 1993 : Kinder vom Don